# アクティブマター
アクティブマター（英：active matter）とは自発的に運動する多数の要素からなる集団のこと、あるいはそれを対象とする研究分野の名称である。
アクティブマターを構成する各要素は、エネルギーを消費して運動したり周囲に力を及ぼしたりする。エネルギーの外部からの供給がなければ各要素はやがてエネルギーを消費しつくし自発的な運動ができなくなることから、アクティブマターは非平衡系である。アクティブマターの例のほとんどは生物であり、微小管やアクチンなどの自己組織化生体高分子（どちらも生体細胞の細胞骨格の一部）から、細菌や魚、鳥の群れまで、生物のあらゆるスケールに及んでいる。実験研究の多くは、人工の自己駆動粒子などの合成システムや細菌などのミクロな系で行われている。アクティブマターは、生物物理学、ソフトマター物理学における比較的新しい物質の分類である。広く研究されているミクロ模型であるヴィチェックモデルや連続体模型であるトナー・トゥモデルは1995年ごろにさかのぼる。
アクティブマターは、解析計算、数値シミュレーション、実験を組み合わせて研究されている。実験の例は、生物集団（例：鳥の群れ、哺乳類の群れ、魚の群れ、昆虫の群れ）、細菌コロニー、細胞組織（例：上皮組織層、癌の増殖と胚発生）、細胞骨格成分（例：in vitro運動性アッセイ、アクチン-ミオシンネットワーク、分子モーター駆動された繊維）など、幅広いスケールに及ぶ。人工の自己駆動粒子に関する実験には、自己駆動コロイド、外場駆動された粒状物質（例：加振粒子）、ロボット集団、クインケローラーなどがある。